# حمیدرضا کیا
حمیدرضا کیا (۴ فوریهٔ ۲۰۰۱) ورزشکار دو و میدانی در رشتهٔ پرش سه گام اهل کردکوی، استان گلستان، ایران و عضو تیم ملی دو و میدانی ایران است که رکورد پرش سه‌گام ایران برابر با ۱۶٫۶۲ متر را در اختیار دارد.